# Toporu, Giurgiu
Toporu este satul de reședință al comunei cu același nume din județul Giurgiu, Muntenia, România. Este situat în partea de sud-vest a județului, pe valea Porumbenilor în Câmpia Burnazului. La recensământul din 2002 avea o populație de 1686 locuitori. Conacul Noica a fost construit la începutul secolului XX și este monument istoric (cod: GR-II-m-B-15090).